# Итеа
Итеа  (грч. Ιτέα Itea) градић је у Грчкој, у области Средишње Грчке. Итеа припада округу Фокида у оквиру периферије Средишња Грчка. 

## Положај
Итеа се налази на северној обали Коринтског залива, крајње источног дела Јонског мора. Непосредно окружење града је плодно и добро обрађено, што се права супротност наспрам већег дела Фокиде, махом камените и путе. Близу Итее налази се познато старогрчко светилиште Делфи.

## Становништво
У последња три пописа кретање становништва Итее било је следеће:
| Година | Град  | промена     | Општина |
| ------ | ----- | ----------- | ------- |
| 1981.  | 4.438 | -           | -       |
| 1991.  | 4.303 | -135/-3,04% | 5.592   |
| 2001.  | 4.666 | +303/+8,43% | 6.072   |